# Flash Gordon
Flash Gordon ist eine Figur der Comic-Literatur und des amerikanischen Science-Fiction-Genres.

## Comic
Alex Raymond veröffentlichte erstmals am 7. Januar 1934 den Comic um den Helden Flash Gordon alias Gordon Ferrao in den von dem Verlag King Features belieferten Zeitungen, der als direkte Konkurrenz zu dem exakt fünf Jahre zuvor gestarteten Science-Fiction-Strip Buck Rogers gedacht war. Diesen Urvater aller SF-Comics überflügelte Flash Gordon schnell schon aufgrund der Qualität des dynamischen, dabei präzisen Artworks Raymonds; weniger aufgrund der holprigen Geschichten, die sich von Anfang an den Elementen der in den Pulp-Magazinen etablierten Space Opera bedienten.
Wie ein Dr. Peter Pohl im Vorwort zur ersten Flash-Gordon-Nummer des Pollischansky-Verlages angibt, soll Raymond pro Bildseite bis zu 100 Stunden gearbeitet haben. Charakteristisch für die Entwicklung der Serie unter Raymond ist, dass die Sprechblasen zugunsten von Erzähltexten mehr und mehr aus den Comic-Panels verdrängt wurden.
Flash Gordon erschien wöchentlich in den von King Features gestalteten Sonntagsbeilagen und teilte sich dabei eine Sonntagsseite mit der ebenfalls von Alex Raymond gezeichneten Abenteuer-Serie Jungle Jim, die der Popularität der zunächst von Hal Foster, später von Burne Hogarth betrauten Comic-Version von Tarzan das Wasser abgraben sollte. Raymonds Flash-Gordon-Comics gelten neben Hal Fosters Prinz Eisenherz, Burne Hogarths Tarzan und Milton Caniffs Terry and the Pirates als beste amerikanische Abenteuercomics überhaupt. 1944 übernahm sein Assistent Austin Briggs die Sonntagsseiten, nachdem dieser bereits von 1940 bis 1944 einen täglich erscheinenden Flash-Gordon-Comic gestaltet hatte (dieser wurde ab 1951 mit wechselnden Zeichnern wieder aufgegriffen). Briggs folgten zahlreiche andere Zeichner, am bekanntesten sind Mac Raboy, Dan Barry und Al Williamson.
Die meisten Raymond-Storys in deutscher Übersetzung erschienen 1975–1983 im österreichischen Pollischansky-Verlag; weitere Flash Gordon-Comics wurden im Heyne Verlag, Norbert Hethke Verlag und anderen veröffentlicht. Die grafische bzw. Druckqualität ist dabei für heutige Verhältnisse als eher bescheiden anzusehen. Seit 2018 erscheint im Hannibal Verlag eine auf 6 Bände angelegte Ausgabe der Sonntagsseiten mit Bonusmaterial.
Seit Juli 2023 erscheinen beim Verlag Zauberstern Comics bislang nicht auf Deutsch veröffentlichte Flash Gordon-Abenteuer in Form eines Comic-Magazins.

## Inhalt der Comicreihe
Nachdem der „weltbekannte Polospieler“ Flash Gordon mit einem Flugzeug abgestürzt ist, begegnen er und die weitere Überlebende Dale Arden dem mit „großartigem Verstand“ ausgestatteten Dr. Zarkow, welcher, kurzfristig wahnsinnig geworden, die beiden zwingt, mit ihm in einer selbstgebauten Rakete zu einem nahenden Kometen zu starten, um diesen von seinem Kollisionskurs mit der Erde abzulenken und sie so vor einem Zusammenstoß zu retten. Dies gelingt, wobei die Rakete eine Bruchlandung erleidet; der Komet selbst entpuppt sich unterdessen als der aus der Bahn geworfene und mit unzähligen recht exotischen Lebewesen besiedelte Planet Mongo.
Hier erleben die drei allerlei Abenteuer mit diversen Gegenspielern bzw. Verbündeten. Herrscher des Planeten ist der Tyrann Ming der Grausame, dessen Tochter Aura sich wiederum in Flash verliebt, was des Öfteren zu Eifersuchtsszenen Dale Ardens führt.
Inhaltlich ähneln sich die einzelnen Geschichten sehr. Als Gegner treten diverse halbtierische Lebensformen auf, z. B. Affenmenschen, Falkenmenschen, Löwenmenschen etc. Es gibt ständig Kämpfe, aus denen Flash letztlich immer siegreich hervortritt, bis er endlich zusammen mit seinen Freunden den Herrscher Ming stürzen kann. Häufig hilfreich sind dabei die vielen technischen Erfindungen Dr. Zarkows. Es gibt aber wiederkehrend auch Verräter bzw. Überläufer. Zwischenzeitlich kehren die drei zur Erde zurück, um dort einen drohenden Weltkrieg zu verhindern, ehe sie erneut zum inzwischen weit entfernten Planeten Mongo zurückkehren.
Auch die von den Nachfolgern Raymonds gezeichneten Storys halten sich an das bewährte Muster von Konflikten mit sehr exotischen Außerirdischen, die Handlungen spielen entweder auf der Erde oder im Weltraum und auf fernen Planeten.

## Film-Serial (1936–1940)
Ab dem Jahre 1936 wurden daraus verschiedene Science-Fiction-Film-Serials gedreht. Buster Crabbe verkörperte darin Flash Gordon, einen Helden mit – zur damaligen Zeit – typisch amerikanischen Tugenden. Er ist von athletischer Figur (im Comic von Alex Raymond ein weltberühmter Polo-Spieler, in der Verfilmung von 1980 Football-Spieler, Quarterback der New York Jets), blond und gebildet. Sein ständiger Gegenspieler Ming (Charles Middleton) stellt den dazu passenden (asiatisch wirkenden) Bösewicht dar. Jean Rogers als Dale Arden ist eine blonde Schönheit, die von Flash immer wieder aus misslichen Lagen gerettet wird. Trotzdem kommt es zwischen beiden zu keiner näheren Beziehung. Andererseits muss sich Flash den Annäherungen zumeist böser Frauen erwehren. Nicht zuletzt durch den Zweiten Weltkrieg wurde die Mischung aus Science-Fiction-, Western- und Ritter-Themen ein großer Erfolg, da sich viele Amerikaner mit Flash Gordon identifizieren konnten. Die deutschsprachige Erstausstrahlung der Serie fand  am 5. Januar 1981 im Bayerischen Fernsehen statt
- Flash Gordon (1936)
- Flash Gordon’s Trip to Mars (1938)
- Flash Gordon Conquers the Universe (1940)

### Versionsunterschiede
Es gibt einige Unterschiede zwischen den amerikanischen Originalen und den deutschen Versionen:
- Die Episoden wurden umgeschnitten und die originalen Cliffhanger und der Charakter der Episoden dadurch geändert.
- Alle Episoden erhielten den Vorspann der ersten Staffel, unabhängig davon, ob Darsteller (zum Beispiel Dale) wechselten.
- Die Erzähler (es sind zwei in jeder Episode) reden in die Episoden hinein und rekapitulieren Dinge am Anfang jeder Folge, die erst in der Folge passieren.
- Die Titel der einzelnen Kapitel sind gänzlich durcheinandergewirbelt.
- Einige Episodentitel liegen völlig daneben (zum Beispiel Folge 5 „Der Kampf mit dem Feuerdrachen“, dieser Kampf findet erst zwei Folgen später statt).

Die drei originalen Serien sind in Deutsch auf vier DVDs aufgeteilt:
- Flash Gordon 1 – Planet des Schreckens, Episoden 1–7
- Flash Gordon 2 – Der Herrscher des Mars, Episoden 8–14
- Flash Gordon 3 – Der Kampf gegen die Waldmenschen, Episoden 15–21
- Flash Gordon 4 – Todesstrahlen aus dem All, Episoden 22–28

Dies entspricht im Original:
- Flash Gordon Space Soldiers (1936), Episoden 1–9
- Flash Gordon’s Trip to Mars (1938), Episoden 10–20
- Flash Gordon Conquers the Universe (1940), Episoden 21–28

### Originaltitel
| Flash Gordon – Space Soldiers (1936) 1. Planet of Peril 2. The Tunnel of Terror 3. Captured by Shark Men 4. Battling the Sea Beast 5. The Destroying Ray 6. Flaming Torture 7. Shattering Doom 8. Tournament of Death 9. Fighting the Fire Dragon 10. The Unseen Peril 11. In the Claws of the Tigron 12. Trapped in the Turret 13. Rocketing to Earth | Flash Gordon – Trip to Mars (1938) 1. New Worlds to Conquer 2. The Living Dead 3. Queen of Magic 4. Ancient Enemies 5. The Boomerang 6. Tree Men of Mars 7. The Prisoner of Mongo 8. The Black Sapphire of Kalu 9. Symbol of Death 10. Incense of Forgetfulness 11. Human Bait 12. Ming the Merciless 13. The Miracle of Magic 14. A Beast at Bay 15. An Eye for an Eye | Flash Gordon – Conquers the Universe (1940) 1. The Purple Death 2. Freezing Torture 3. Walking Bombs 4. The Destroying Ray 5. The Palace of Terror 6. Flaming death 7. The Land of the Dead 8. The Fiery Abyss 9. The Pool of Peril 10. The Death Mist 11. Stark Treachery 12. Doom of the Dictator |

### Deutsche Originaltitel
| Flash Gordon – Planet des Schreckens 1. Der gefährliche Planet 2. Gefangen von den Haimännern 3. Die Hitzestrahlen 4. Vernichtendes Schicksal 5. Der Kampf mit dem Feuerdrachen 6. Die unsichtbare Gefahr 7. Im Palast des Herrschers | Flash Gordon – Der Herrscher des Mars 1. Die Rückkehr zur Erde 2. Auf zu neuen Welten 3. Der lebende Tod 4. Alte Feinde 5. Der Bumerang 6. Der Gefangene von Mongo 7. Der schwarze Saphir von Kalu | Flash Gordon – Der Kampf gegen die Waldmenschen 1. Das Symbol des Todes 2. Der menschliche Köder 3. Ming der Gnadenlose 4. Das Wunder der Magie 5. Das Bombengeschwader 6. Auge um Auge 7. Der purpurne Tod | Flash Gordon – Todesstrahlen aus dem All 1. Lebende Bomben 2. Tödliche Strahlen 3. Der brennende Planet 4. Der brennende Abgrund 5. Das Spiel mit dem Tod 6. Der versteinerte Schatz 7. Das Ende des Diktators |

## Fernsehserie (1954)
1954 erschien eine, größtenteils in Berlin gedrehte Fernsehserie mit Steve Holland in der Titelrolle. Der Inhalt hatte mit der ursprünglichen Geschichte aber nichts mehr zu tun.

## Fernsehserie (2007)
Ab dem 10. August 2007 lief im SciFi Channel eine modernisierte Variante der Geschichte um Flash Gordon. Insgesamt existiert eine Staffel mit 21 Episoden. Seit Ende März 2008 gilt die Serie als abgesetzt. Es gab zwar nie eine offizielle Bekanntmachung, jedoch hat der SciFi-Channel die Serie aus seinem Programmplan gestrichen.
Die neue Flash-Gordon-Serie startete in Deutschland am 24. September 2008 auf RTL2. Nach nur 4 Folgen ist sie bereits wieder abgesetzt worden. Die restlichen Folgen wurden vom Pay-TV-Sender Syfy zum Jahreswechsel 2009/2010 ausgestrahlt.

## Kino-Filme
Nach den drei sehr erfolgreichen Serials in den 1930er- und 1940er-Jahren wurde es im Kino still um Flash Gordon.

### Flash Gordon (1936)
1936 gedrehter Kinofilm von Frederick Stephani

### Flesh Gordon (1974)
Erst 1974 erschien unter der Regie von Michael Benveniste und Howard Ziehm die – optisch an die Serials angelehnte – Porno-Parodie Flesh Gordon, der 1989 eine Fortsetzung, Flesh Gordon – Schande der Galaxis, folgte. Die Trickeffekte orientieren sich an dem Original-Serial und bedienen sich zum Teil des Stils von Altmeister Ray Harryhausen.

### Flash Gordon (1980)

Logo des Flash Gordon-Films 1980

Im Zuge des Star-Wars-Fiebers produzierte 1980 Dino De Laurentiis die Neuverfilmung Flash Gordon mit Sam J. Jones in der Titelrolle und unter anderem Timothy Dalton, Max von Sydow, Melody Anderson als Dale Arden und Ornella Muti. Der Film folgt inhaltlich und zum Teil im Design lose den ersten Jahrgängen der von Alex Raymond gestalteten Comic-Sonntagsseiten, ergänzt dabei aber Ironie und mitunter auch Slapstick und versucht so einen Spagat zwischen der Comicvorlage und den unter eher sparsamen Produktionsbedingungen entstandenen Serials mit Buster Crabbe.
Bekannter als der von Mike Hodges inszenierte Film wurden allerdings das Soundtrack-Album von Queen und deren Hitsingle Flash.
Die geplante, aber nicht verwirklichte Fortsetzung des Kinofilms sollte dem Vultan-Darsteller Brian Blessed zufolge ein freies Remake des zweiten Buster-Crabbe-Serials Flash Gordon’s Trip to Mars sein.

## Zeichentrick-Serien

### Flash Gordon(1979–1982)
Mit The New Adventures of Flash Gordon (ursprünglicher Originaltitel: Flash Gordon) wurden die Abenteuer von Flash Gordon erstmals als eigenständige Zeichentrickserie adaptiert. Neben seinem Gegner, dem Imperator Ming, treten in der Serie auch Dale Arden und Dr. Hans Zarkow erneut auf. Die US-amerikanische Erstausstrahlung lief vom 22. September 1979 bis zum 6. November 1982 auf dem Sender NBC. In zwei Staffeln wurden insgesamt 24 Folgen produziert, wobei die Folgen der zweiten Staffel jeweils zwei kurze Geschichten erzählen. Die Serie war die erste größere Produktion der US-amerikanischen Zeichentrickschmiede Filmation, die später vor allem durch He-Man, She-Ra – Prinzessin der Macht und Bravestarr bekannt wurde.
In Deutschland wurde die Serie erstmalig von dem Privatsender Tele 5 um 1990 ausgestrahlt. Eine deutsche DVD-Komplettveröffentlichung der Serie unter dem Titel The Adventures of Flash Gordon erschien im Oktober 2005.

### Defenders of the Earth (1986)
1986 wurden die Charaktere Flash Gordon und Ming, der Unbarmherzige, in der Zeichentrickserie Defenders of the Earth – Die Retter der Erde eingesetzt.
Diese hat mit der ursprünglichen Handlung nichts zu tun, in ihr kämpft Flash Gordon als Anführer eines Superheldenteams, dem unter anderem das Phantom und Mandra, der Zauberer, angehören, gegen Ming, dessen Ziel es ist, mit Hilfe seiner Armee aus Eisrobotern die Herrschaft über die Erde zu erlangen. Auch Mings Aussehen wurde verändert: Seine Haut wurde grün gemalt, um kein asiatisches Feindbild zu erzeugen.

### Flash Gordon (1996)
1996/97 wurde von Hearst Entertainment eine US-Französische Coproduktion lanciert, die Flash und Dale als Jugendliche darstellt. Es wurden 26 Episoden à 30 Minuten produziert.

## Hörspiele
Hörspiele von Telefunken von 1975/76
1. Das Geheimnis des Sklaven-Planeten
2. Die Raumfalle

Hörspiele von Europa 1981/82:
1. Der Superstar im Reich der Sterne (entspricht inhaltlich dem Film von 1980)
2. Ming’s Rückkehr (basiert als Fortführung des Films von 1980)
3. Die Sklavenjäger des Ming
4. Sieg über tödliche Gefahren
5. Die Verräterin aus dem ewigen Eis
6. Brukka, der Feuergott
7. Das grüne Ungeheuer
8. Flucht zur Erde
9. Die Bestie aus dem Weltall
10. Das Tor des Unheils

Sprecherliste der Europa Hörspielserie
- Erzähler – Horst Frank
- Flash Gordon – Lutz Mackensy,
- Dale Arden – Heidi Schaffrath,
- Dr. Hans Zarkov – Gottfried Kramer,
- Imperator Ming – Jürgen Thormann,
- Prinzessin Aura – Brigitte Kollecker,
- Prinz Barin – Wolfgang Draeger,
- Königin Fria – Marianne Kehlau,
- Graf Korro – Karl Walter Diess

## Romane
Die Abenteuer des Flash Gordon
Insgesamt: 7 Bücher
- 28002 Flash Gordon Das Buch zum Film; Science-Fiction-Roman von Alex Raymond, Bastei Lübbe Verlag 1981, ISBN 9783404280025
- 21103 Flash Gordon und die Löwenmenschen; Science-Fiction-Roman von Alex Raymond und Con Steffanson, Bastei Lübbe Verlag 1978, ISBN 9783404009312
- 21108 Flash Gordon und die Harmonie des Todes; Science-Fiction-Roman von Alex Raymond und Con Steffanson, Bastei Lübbe Verlag 1978, ISBN 9783404010707
- 21112 Flash Gordon und der Weltraum-Zirkus; Science-Fiction-Roman von Alex Raymond und Con Steffanson, Bastei Lübbe Verlag 1979, ISBN 9783404011193
- 21119 Flash Gordon und die Zeitfalle; Science-Fiction-Roman von Alex Raymond und Con Steffanson, Bastei Lübbe Verlag 1977, ISBN 9783404013937
- 21125 Flash Gordon und die Hexe von Mongo; Science-Fiction-Roman von Alex Raymond und Carson Bingham, Bastei Lübbe Verlag 1978, ISBN 9783404014699
- 21132 Flash Gordon und die Cybernauten; Science-Fiction-Roman von Alex Raymond und Carson Bingham, Bastei Lübbe Verlag 1980, ISBN 9783404211326
- 24071 Flash Gordon (21103, 21112, 21119, 21125 & 21132) in einem Band, Bastei Lübbe Verlag 1985, ISBN 9783404240715
- Inhalt: Band 1, 3–6 ohne Band 2 der obigen Serie.

Die neuen Abenteuer des Flash Gordon
Insgesamt: 6 Bücher
- 23013 Flash Gordon: Das Jahrtausend-Erbe; Science-Fiction-Roman, Bastei Lübbe Verlag 1982, ISBN 9783404230136
- 23018 Flash Gordon: Krieg der Zitadellen; Science-Fiction-Roman, Bastei Lübbe Verlag 1983, ISBN 9783404230181
- 23021 Flash Gordon: Krise auf Zitadelle II; Science-Fiction-Roman, Bastei Lübbe Verlag 1983, ISBN 9783404230211
- 23025 Flash Gordon: Streitkräfte der Föderation; Science-Fiction-Roman, Bastei Lübbe Verlag 1983, ISBN 9783404230259
- 23029 Flash Gordon: Großangriff; Science-Fiction-Roman, Bastei Lübbe Verlag 1983, ISBN 9783404230297
- 23031 Flash Gordon: Zitadellen auf der Erde; Science-Fiction-Roman, Bastei Lübbe Verlag 1984, ISBN 9783404230310
- Autor der neuen Abenteuer ist David Hagberg, auf den Büchern selbst nicht vermerkt.